# Jason Momoa
Joseph Jason Namakaeha Momoa (født 1. august 1979) er en amerikansk skuespiller. Han havde sin debut som Jason Ioane i drama-serien Baywatch: Hawaii (1999–2001), der blev efterfulgt af roller som Ronon Dex i Syfy science fiction serien Stargate Atlantis (2005–2009), og Khal Drogo i de første to sæsoner af HBO fantasy dramaserie Game of Thrones (2011–2012). Han fik senere hovedrollen i Discovery Channels historiske dramaserie Frontier (2016–2018) og Apple TV+ science fictionserien See (2019–2022).
Siden 2016 har Momoa optrådt i forskellige DC Comics-medier, hvor han har spillet rollen som Aquaman i DC Extended Universe (2016–2023). Han har også spillet Duncan Idaho i science fictionfilmen Dune (2021), og han har spillet med i actionfiomen Fast X (2023) samt fantasy eventyrkomedien A Minecraft Movie (2025).

## Filmografi

### Film
| Denotes productions that have not yet been released | Denotes productions that have not yet been released |

| År   | Titel                                           | Rolle                              | Noter                                                          | Ref.   |
| ---- | ----------------------------------------------- | ---------------------------------- | -------------------------------------------------------------- | ------ |
| 2004 | Johnson Family Vacation                         | Navarro                            |                                                                |        |
| 2007 | Pipeline                                        | Kai                                |                                                                |        |
| 2010 | Brown Bag Diaries: Ridin' the Blinds in B Minor | Mikey                              | Short film; also director, screenwriter and executive producer |        |
| 2011 | Conan the Barbarian                             | Conan the Barbarian                |                                                                |        |
| 2012 | Bullet to the Head                              | Keegan                             |                                                                |        |
| 2014 | Road to Paloma                                  | Robert Wolf                        | Also director, producer and co-writer                          | [ 2 ]  |
| 2014 | Debug                                           | I Am                               |                                                                |        |
| 2014 | Wolves                                          | Connor Slaughter                   |                                                                |        |
| 2016 | Batman v Superman: Dawn of Justice              | Arthur Curry / Aquaman             | Cameo appearance                                               | [ 3 ]  |
| 2016 | Sugar Mountain                                  | Joe Bright                         |                                                                | [ 4 ]  |
| 2017 | Once Upon a Time in Venice                      | Spider                             |                                                                | [ 5 ]  |
| 2017 | The Bad Batch                                   | Miami Man                          |                                                                | [ 6 ]  |
| 2017 | Justice League                                  | Arthur Curry / Aquaman             |                                                                |        |
| 2018 | Braven                                          | Joe Braven                         | Also producer                                                  |        |
| 2018 | Aquaman                                         | Arthur Curry / Aquaman             |                                                                |        |
| 2019 | The Lego Movie 2: The Second Part               | Arthur Curry / Aquaman             | Voice role                                                     |        |
| 2020 | Gather                                          | Sig selv                           | Documentary film; also executive producer                      | [ 7 ]  |
| 2021 | Zack Snyder's Justice League                    | Arthur Curry / Aquaman             | Director's cut of Justice League                               |        |
| 2021 | Sweet Girl                                      | Ray Cooper                         | Also producer                                                  |        |
| 2021 | Dune                                            | Duncan Idaho                       |                                                                |        |
| 2022 | Slumberland                                     | Flip                               |                                                                | [ 8 ]  |
| 2022 | The Last Manhunt                                | Big Jim                            | Also story co-writer and executive producer                    | [ 9 ]  |
| 2023 | Fast X                                          | Dante Reyes                        |                                                                | [ 10 ] |
| 2023 | The Flash                                       | Arthur Curry / Aquaman             | Uncredited post-credits cameo appearance                       |        |
| 2023 | Aquaman and the Lost Kingdom                    | Arthur Curry / Aquaman             | Also co-story writer                                           |        |
| 2024 | The Fall Guy                                    | Sig selv                           | Uncredited cameo appearance                                    |        |
| 2025 | A Minecraft Movie                               | Garrett "The Garbage Man" Garrison | Also producer                                                  |        |
| 2025 | Animal Friends                                  | TBA                                | Post-production                                                | [ 11 ] |
| 2026 | Supergirl: Woman of Tomorrow                    | Lobo                               | Filming                                                        | [ 12 ] |
| TBA  | In the Hand of Dante                            | TBA                                | Post-production                                                | [ 13 ] |
| TBA  | The Wrecking Crew                               | TBA                                | Filming; also producer                                         | [ 14 ] |

### Television
| År        | Titel                      | Rolle                  | Noter                                              | Ref.   |
| --------- | -------------------------- | ---------------------- | -------------------------------------------------- | ------ |
| 1999–2001 | Baywatch: Hawaii           | Jason Ioane            | Main role; 38 episodes (seasons 10-11)             | [ 15 ] |
| 2003      | Baywatch: Hawaiian Wedding | Jason Ioane            | Television film                                    |        |
| 2003      | Tempted                    | Kala                   | Television film                                    |        |
| 2004–2005 | North Shore                | Frankie Seau           | Main role; 21 episodes                             |        |
| 2005–2009 | Stargate Atlantis          | Ronon Dex              | Main role; 73 episodes                             |        |
| 2009      | The Game                   | Roman                  | Recurring role; 4 episodes (season 3)              |        |
| 2011–2012 | Game of Thrones            | Khal Drogo             | Recurring role; 11 episodes (seasons 1-2)          | [ 16 ] |
| 2014–2015 | The Red Road               | Phillip Kopus          | Main role; 12 episodes                             | [ 17 ] |
| 2014–2015 | Drunk History              | Jim Thorpe             | Episode: "Sports Heroes"                           |        |
| 2014–2015 | Drunk History              | Jean Lafitte           | Episode: "New Orleans"                             |        |
| 2016–2018 | Frontier                   | Declan Harp            | Hovedrolle, 18 episoder                            | [ 18 ] |
| 2018–2023 | Saturday Night Live        | Sig selv               | Host; 4 episodes                                   | [ 19 ] |
| 2019      | The Simpsons               | Sig selv               | Stemmerolle; Episode: "The Fat Blue Line"          |        |
| 2019–2022 | See                        | Baba Voss              | Hovedrolle; 24 episoder                            | [ 20 ] |
| 2022      | Peacemaker                 | Arthur Curry / Aquaman | Episode: "It's Cow or Never"                       |        |
| 2023      | The Climb                  | Sig selv               | Docuseries; 8 episodes                             |        |
| 2025      | Chief of War               | Kaʻiana                | Miniseries; also co-creator and executive producer | [ 21 ] |

### Computerspil
| År   | Titel     | Rolle                              | Noter                        | Ref. |
| ---- | --------- | ---------------------------------- | ---------------------------- | ---- |
| 2025 | Minecraft | Garrett "The Garbage Man" Garrison | A Minecraft Movie live event |      |